# Wernher von Braun
Wernher Magnus Maximilian svobodný pán von Braun (23. března 1912 Wirsitz – 16. června 1977 Alexandria, Virginie) byl německý raketový konstruktér a vesmírný architekt. Byl členem NSDAP a Allgemeine SS, vůdčí osobností ve vývoji raketové techniky v nacistickém Německu, a později průkopníkem raketové a kosmické techniky ve Spojených státech.
Jako mladý pracoval von Braun v programu vývoje raket nacistického Německa. Během druhé světové války pomáhal navrhovat a spoluvyvíjet raketu V-2 v Peenemünde, kterou Německo ostřelovalo Londýn. Po druhé světové válce pracoval ve Spojených státech amerických, kde zkonstruoval raketu Saturn V, která vynesla první lidi k Měsíci. V-2 se stal prvním umělým objektem, který letěl do vesmíru 20. června 1944. Po válce byl spolu s asi 1600 dalšími německými vědci, inženýry a techniky tajně přesunut do Spojených států v rámci operace Paperclip. Pracoval pro armádu Spojených států na programu balistických raket středního doletu a vyvinul rakety, které v roce 1958 vypustily první americkou vesmírnou družici Explorer 1. Spolupracoval s Waltem Disneym na sérii filmů, které popularizovaly  myšlenku lidských vesmírných cest v USA od roku 1955 do roku 1957.
V roce 1960 byla jeho skupina včleněna do NASA, kde působil jako ředitel nově vytvořeného Marshall Space Flight Center a jako hlavní architekt supertěžké nosné rakety Saturn V, která vynesla kosmickou loď Apollo na Měsíc. V roce 1967 byl von Braun uveden do National Academy of Engineering a v roce 1975 obdržel Národní vyznamenání za vědu.
Von Braun je kontroverzní postava, která je široce vnímána jako unikající spravedlnosti za nacistické válečné zločiny kvůli touze Američanů porazit Sověty ve studené válce. Někdy je také ostatními popisován jako „otec vesmírných cest“, „otec raketové vědy“, nebo „otec amerického lunárního programu“. Obhajoval lidskou misi na Mars.

## Život
Byl druhým ze tří synů německého barona Magnuse von Brauna (který byl od června 1932 do ledna 1933 ministrem výživy a zemědělství Výmarské republiky) a Emmy von Quistorpové. Již v mládí se zajímal o vesmírné cestování a objevování nových světů. To jej přivedlo k četbě sci-fi literatury. Později se začal o celý problém zajímat i z vědeckého hlediska, a seznámil se tak s prací Hermanna Obertha, který napsal v roce 1923 studii Raketou do vesmíru (Die Rakete zu den Planetenräumen). Vzhledem ke svým znalostem z oblasti matematiky a fyziky porozuměl i principu raketových nosičů.
Již jako mladík se díky svému zájmu o vesmír aktivně zapojil v letech 1929–1930 do Německé raketové společnosti (Verein für Raumschifffarht, jež byla označována VfR). Tento krok mu umožnil získávat podporu a finanční prostředky pro budování větší a schopnější rakety. V roce 1930 začal studovat technický institut v Berlíně a v roce 1932 získal titul bakaláře. V roce 1932 vstoupil do služeb německé armády, kde rozpracoval a navrhl myšlenku balistické rakety, kterou později úspěšně navrhl. I přes to, že byl zaneprázdněn prací, 27. července 1934 získal doktorát v oboru kosmického inženýrství. Jeho doktorandská práce na Berlínské univerzitě, kterou vypracoval ve 22 letech, se dočkala z vojenských důvodů přísného utajení.

## Ve službách Třetí říše
Wernher von Braun byl vedoucím představitelem skupiny známé jako „raketový tým“, která stojí za vývojem balistické rakety V-2 vyvinuté pro nacistické Německo. Ve 30. letech vstoupil do NSDAP a SS. V rámci své spolupráce s německou armádou pracoval ve vojenském středisku v Kummersdorfu u Berlína, jež však pomalu přestávalo vyhovovat požadovaným nárokům.
Již v roce 1937 vypustili Němci raketu A3, která dolétla do výše 8000 až 10000 metrů a dala podnět ke konstrukci rakety A4 známé spíše pod názvem V-2.
Vzhledem k tomu, že německá generalita byla fascinována vojenským potenciálem, který V-2 nabízela, a investovala do programu vývoje raketových nosičů značné úsilí a peníze, byla v roce 1937 vybudována raketová základna v Peenemünde na pobřeží Baltského moře (toto místo bylo údajně vybráno na doporučení von Braunovy matky). Zde byl prováděn výzkum i montáž.

## V-2

Schéma V2

Rakety V-2 byly vyráběny v podzemní továrně Mittelwerk u Nordhausenu v Durynsku, a to prostřednictví nucených prací vězňů z koncentračního tábora Mittelbau-Dora. Jeho úloha v tomto kontroverzním podniku, během něhož byli vězni za nelidských podmínek nuceni vyrábět raketové nosiče, je dodnes otázkou sporů – ač nemusel být aktivně zapojen do plánování a přípravy systému využívání vězeňské práce, je vyloučeno, aby s touto skutečností nebyl blíže obeznámen. V dopise ze dne 15. srpna 1944 adresovaném Albinu Sawatzkimu, jenž měl dohled nad montáží V-2, Wernher von Braun přiznává, že osobně vybíral pracovníky z vězňů v Buchenwaldu.
Raketa V-2 byla schopna doletět přibližně 300 kilometrů, nést jednu tunu užitečného zatížení. Raketa měla délku 14 metrů a vážila 12 246 kilogramů. Pohybovala se rychlostí 5632 kilometrů za hodinu, a tudíž ji nebylo možné před dopadem a následnou explozí tehdejšími prostředky zneškodnit. Raketa byla zkušebně poprvé odpálena v říjnu 1942 a k bombardování byla poprvé použita 7. září 1944. Na evropské cíle bylo odpáleno přes 1000 raket, převážně z okupované Francie.
Po dopadu první rakety na Londýn měl von Braun údajně pronést větu: raketa fungovala perfektně, jen přistála na špatné planetě, ale o tomto bonmotu panují pochybnosti, protože von Braun jako člen nacistické strany musel vědět, k čemu jeho výzkum povede a jak bude využit. Na druhou stranu je pravdou, že byl v roce 1944 zatčen gestapem a obvinění vznesená proti němu byla založena i na jeho údajných projevech nespokojenosti s vojenským zaměřením jeho výzkumu. Jen jeho nenahraditelnost v projektu a přímluva Alberta Speera mu tehdy zřejmě zachránila život.
Ačkoli byla V-2 technicky nejvyspělejší zbraní použitou ve druhé světové válce, ze striktně vojenského hlediska byla neúspěchem – postrádala dostatečně přesné navádění na konkrétní cíle a její výroba i provoz byly velmi nákladné. Vzhledem k častým sabotážím ve výrobním procesu, jež byly v podstatě na denním pořádku, mělo také mnoho raket konstrukční vady, což se projevilo v jejich poruchovosti. Některé odhady dokonce uvádějí, že rakety V-2 zabily méně lidí, než kolik jich zemřelo při výrobě. Zásadním pozitivem těchto raket však byl psychologický efekt, neboť proti nim prakticky neexistovala žádná obrana. Jediným opatřením, jež měli Spojenci k dispozici, bylo ničení výrobních a montážních objektů a komunikací k nim.
Raketa však byla nasazena příliš pozdě a v malém počtu, než aby mohla nějak zásadněji rozhodnout o průběhu druhé světové války ve prospěch nacistického Německa. To ostatně věděl i von Braun, a tak se na začátku roku 1945 začal zaměřovat na plánování využití raket v poválečném světě.

## Přesun do Spojených států amerických

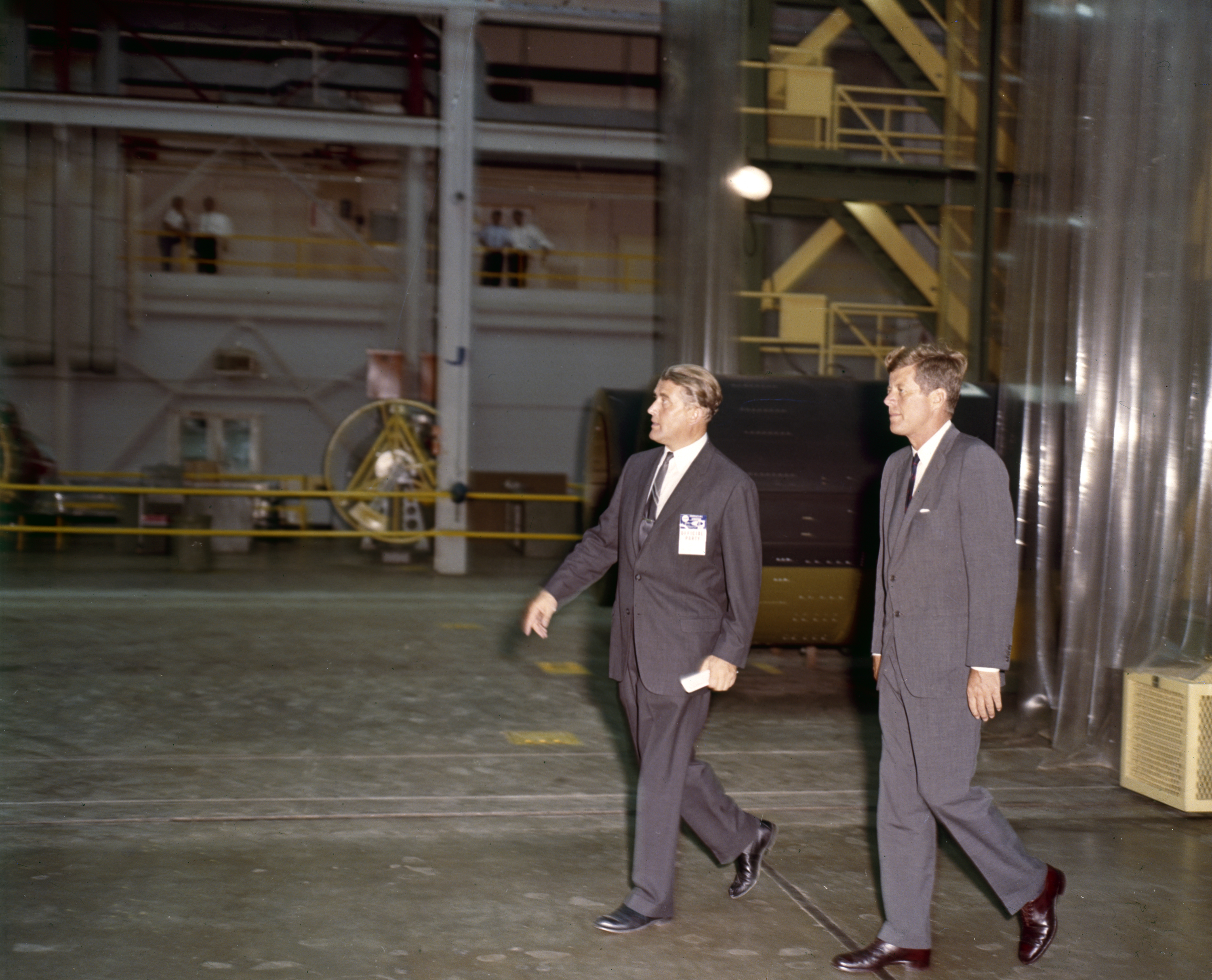
Von Braun s prezidentem Johnem Fitzgeraldem Kennedym, 1962

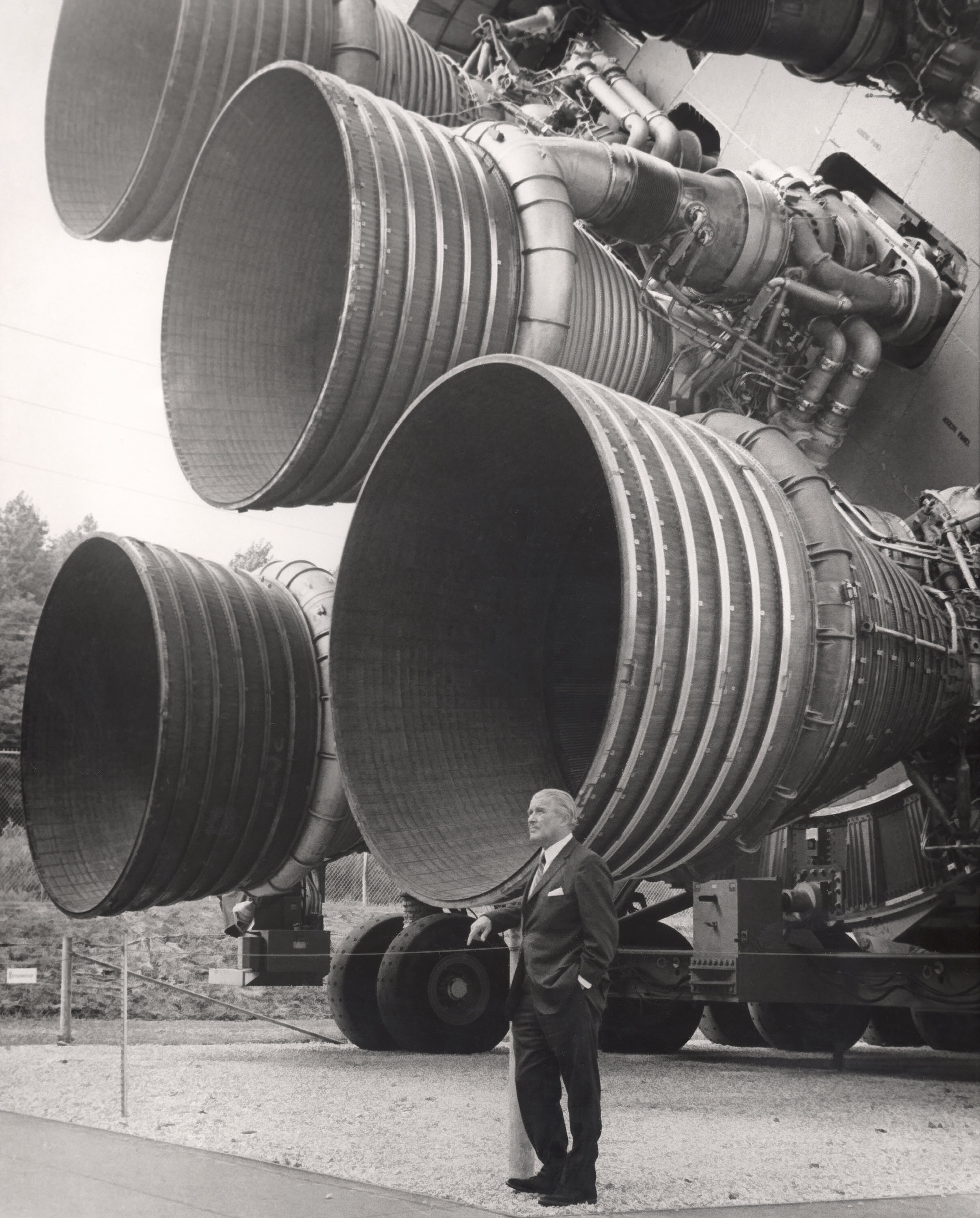
F-1, motor rakety Saturn V

Jelikož byla V-2 zbraní, kterou Spojenci nedisponovali, stala se brzy předmětem jejich zájmů. Na konci války Sovětský svaz i Spojené státy americké zabavili jako válečnou kořist dokumentaci k výrobě rakety, hotové či částečně připravené rakety a pozatýkali i příslušníky raketového týmu. S těmito zajatci nebylo zacházeno jako s válečnými zajatci, ale bylo jim převážně umožněno pracovat dále na programu a na vývoji nových a silnějších raket v naprostém utajení.
Ještě před obsazením raketového komplexu Spojenci navrhl von Braun, že přejde do zajetí Spojených států amerických i s přední pětistovkou vědců, společně s plány a testovacími prototypy. Nevybral si Američany náhodou, ale čistě prakticky, neboť byli kromě Sovětského svazu jedinými, kdo měl dostatek kapitálu na raketový výzkum. Rozhodl se tedy v ukradeném vlaku převézt svůj tým přes válkou poničené Německo do amerického zajetí. Současně se zajetím von Brauna a jeho týmu byl Američany obsazen a prozkoumán podzemní výrobní závod Mittelwerk v Durynsku, kde se rakety vyráběly. Odtud bylo do Spojených států amerických odvezeno na 100 raket V-2 včetně dokumentace ještě předtím, než bylo Durynsko po skončení války předáno Sovětům. Těm se však též podařilo zajmout část vědců z týmu von Brauna.
Dne 20. června 1945 byl schválen přesun von Brauna do Spojených států amerických. Přesunut byl jako část vojenské operace s názvem Operace Paperclip. Spolu s ním byl transportován i jeho raketový tým z území poraženého Německa na americkou základnu Fort Bliss v Texasu. 14 let po druhé světové válce von Braun pracoval pro Armádu Spojených států amerických na výrobě balistických raket, které byly zpočátku testovány v Novém Mexiku. Zde bylo vypuštěno téměř 70 raket V-2. V roce 1950 se von Braunův tým přesunul do Redstone Arsenal nedaleko Huntsville v Alabamě, kde pracoval na vývoji armádní balistické střely středního dosahu, později známé jako PGM-11 Redstone. V roce 1956 byla pod von Braunovým vedením založena agentura Army Ballistic Missile Agency (ABMA), kde pokračovaly práce na raketách Redstone. Na základě střely Redstone byla postavena raketa Jupiter-C, jejíž další modifikací vznikla raketa Juno I, která vynesla první americký satelit Explorer 1. Tento úspěch jeho týmu vrátil Spojeným státům americkým sebedůvěru a podnítil další kosmický výzkum. Na úspěch Juna I navázal von Braun vývojem Juna II, která byla postavena na základě rakety PGM-19 Jupiter.
V roce 1960 přešel jeho raketový výzkumný tým z Army Ballistic Missile Agency pod správu nově vzniklé civilní agentury NASA, pro kterou později sestrojil raketu Saturn V, která mimo jiné pomohla Spojeným státům americkým dobýt Měsíc (viz Program Apollo). Ve Spojených státech amerických se v 50. letech 20. století stal jedním z prominentů. Roku 1955 mu bylo uděleno americké státní občanství. V roce 1970 byl požádán agenturou NASA, aby se přestěhoval do Washingtonu, kde měl řídit práce na stavbách raket, ale na postu náměstka ředitele NASA působil jen dva roky. Poté se rozhodl odejít pracovat do Fairchild Industries of Germantown v Marylandu, kde jako viceprezident firmy pracoval v letech 1972 až 1976.

## Smrt

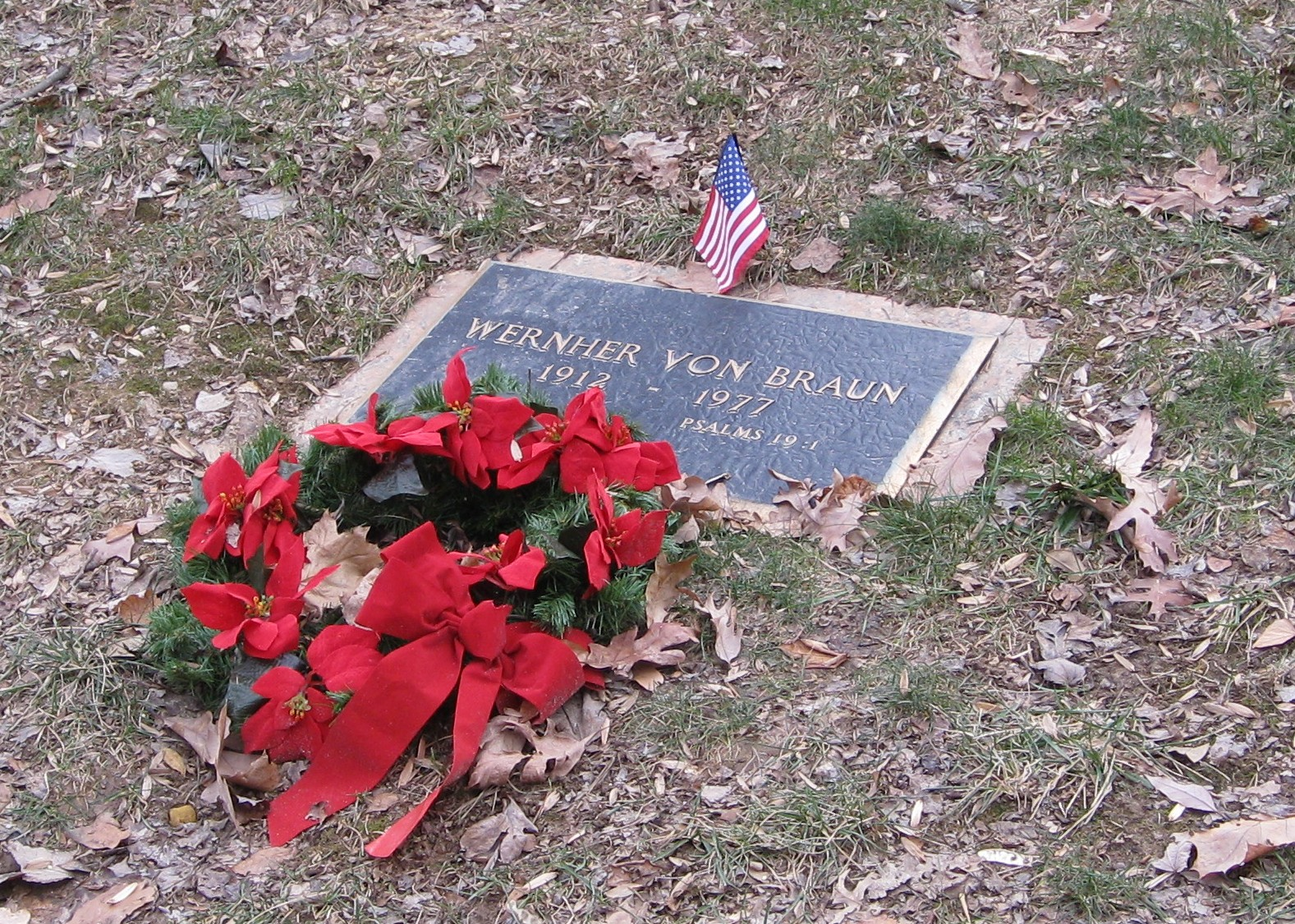
Hrob Wernhera von Braun v Ivy Hill Cemetery, Alexandria, Virginie, 2008

Wernher von Braunovi byla diagnostikována rakovina ledvin při rutinním vyšetření v roce 1973. Po několik let však pokračoval bez omezení ve své práci. V lednu 1977 kvůli pokročilé nemoci rezignoval na svoji práci ve Fairchild Industries. Později v roce 1977 ho americký prezident Gerald R. Ford ocenil nejvyšším státním vyznamenáním za vědeckou práci (National Medal of Science in Engineering). Byl však již příliš nemocen, než aby se mohl zúčastnit slavnostního předání v Bílém domě.
Na rakovinu slinivky zemřel v Alexandrii ve Virginii 16. června 1977 ve věku 65 let. Byl pohřben na místním Ivy Hillside Cemetery. Jeho náhrobek cituje žalm 19:1: „Nebesa vypravují o Boží slávě a obloha ukazuje dílo jeho rukou“.

## Kontroverze
V prosinci 1968, šest týdnů před misí Apollo 8 na oběžnou dráhu Měsíce, požádal von Brauna západoněmecký soud o svědectví v procesu se třemi bývalými příslušníky SS z koncentračního tábora Mittelbau-Dora, který zajišťoval otrockou práci na výrobu balistické střely V-2. Von Braun byl tehdy technickým ředitelem projektu V-2 a přidruženou továrnu Mittelwerk navštívil tucetkrát a obával se poškození pověsti své i NASA. Pokusil se svědectví vyhnout, ale nakonec dne 7. února 1969 se soudcem promluvil na západoněmeckém konzulátu v New Orleans. Odmítl jakoukoli osobní odpovědnost a maximálně oddělil tehdejší centrum pro vývoj raket v Peenemünde a komplex Mittelwerk. Přiznal, že viděl hrozné podmínky v podzemí (továrny na V-2), ale popřel, že by někdy viděl mrtvá těla nebo obdržel zprávy o sabotážích, které vedly k oběšení vězňů.
Novinář Ed Buckbee v knize Chasing the Moon uvedl, že von Braun obdržel jen málo dotazů na jeho služby pro Adolfa Hitlera. On i americká armáda (jeho zaměstnavatel v letech 1945 až 1960) účinně neutralizovali většinu nepříjemných otázek, což bylo usnadněno tím, že většina dokumentů pro zhruba stovku německých pracovníků, kteří přesídlili z Německa do USA do raketového výzkumu, byla označena za tajné (včetně jeho důstojnických funkcích v SS). V autobiografických článcích a rozhovorech pro tisk se držel toho, že byl apolitický a chtěl se pouze dostat do vesmíru. Postavil sice rakety používané proti spojeneckým městům, ale jen kvůli tomu, že to byla jeho národní povinnost v době války. Přiznal, že byl členem NSDAP, ale označil to za nezbytné k ochraně své kariéry v totalitní společnosti. Von Braun mluvil pouze o svém zatčení gestapem v březnu 1944, kdy měl údajně v opilosti na večírku poznámky o pravděpodobné porážce Německa a jeho upřednostňování stavby „vesmírné lodi“ (před zbraní V-2). Díky tomu vypadal spíše jako oběť nacistů než jako pachatel.
Von Braun zemřel předčasně na rakovinu v roce 1977. Sedm let poté se v roce 1984 jeden z jeho nejbližších spolupracovníků, Arthur Rudolph, dobrovolně vrátil do Německa, místo aby bojoval proti slyšení kvůli své roli výrobního manažera v podzemním závodě Mittelwerk. Ministerstvo spravedlnosti USA zveřejnilo záznamy týkající se Rudolpha, von Brauna a tábora Mittelbau-Dora. Von Braunovo členství v SS se tak tehdy poprvé stalo široce známým, ačkoli se komunistické Východní Německo v 60. letech pokoušelo o jeho propagaci, avšak na Západě s malým úspěchem. Díky práci investigativních novinářů v 80. letech a historiků v 90. letech byly zveřejněny záznamy o něm i jeho spolupracovnících. Tedy i o smrti tisíců vězňů v programu V-2 a o možném zapojení von Brauna a několika klíčových spolupracovníků do těchto zločinů.
Von Braun byl ke vstupu do SS vyzván v roce 1940 a kvůli obavě o svou kariéru neodmítl. V roce 1943 byl povýšen do hodnosti Sturmbannführer (major) díky Himmlerovu uznání za jeho práci. Po masivním britském náletu na Peenemünde v srpnu 1943 se Hitler a Himmler rozhodli soustředit výrobu do podzemního závodu, což vedlo k založení Mittelwerk a tábora Dora. Von Braun nerozhodoval přímo o táborových dělnících, ale o jejich nasazení v továrně. Po desetidenním zatčení gestapem, ze kterého ho dostal zásah generála Dornbergera a ministra vyzbrojování Alberta Speera s poukazem na jeho nenahraditelnost v programu V-2, se von Braun odcizil od nacistického režimu a od Hitlera, s nímž se setkal čtyřikrát nebo pětkrát. Na konci války se častěji ukazoval v uniformě SS, což mu poskytovalo určitou ochranu při blížící se katastrofální porážce. Dne 2. května 1945 se spolu s dalšími vzdal americké armádě v Alpách.
Pro úplnost je vhodné zmínit, že stejně jako USA postupoval po porážce Německa i Sovětský svaz, který některé německé raketové odborníky odvlekl násilně a jiné pro práci nalákal (například Helmut Gröttrup). Zatímco ze SSSR se němečtí vědci snažili vrátit do vlasti, v USA se naopak snažili zůstat a naturalizovat.

## Soukromý život
Se svou sestřenicí Marií von Quistorpovou, s níž se oženil 1. března 1947, měl tři děti – Iris (* 19. prosince 1948), Margrit (* 21. října 1952) a Petera (* 2. června 1960).
Americké občanství získal 15. dubna 1955.

## Medaile a ocenění
- Válečný záslužný kříž, rytířský kříž s meči (1944)
- Válečný záslužný kříž, I. třída s meči
- Medailí Rudolfa Diesela (1961)
- Elliott Cresson Gold Medal (1962)
- NASA Distinguished Service Medal (1969)
- Medaile Wilhelma Exnera (1969)
- Národní vyznamenání za vědu (1975)
- Záslužný řád Spolkové republiky Německo, Velký kříž za zásluhy